# Sajószentpéteri református nagytemplom

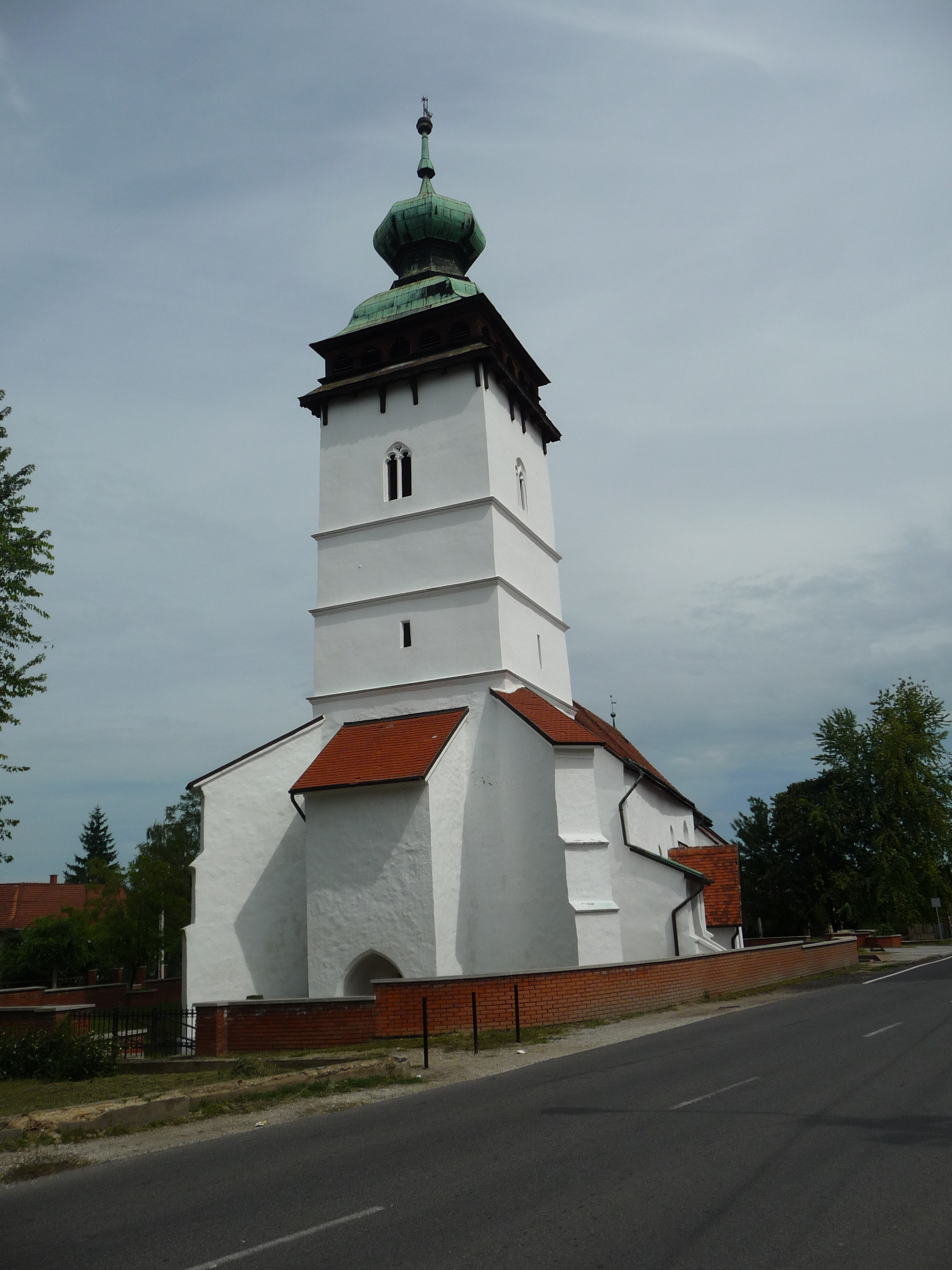
A templom délnyugatról

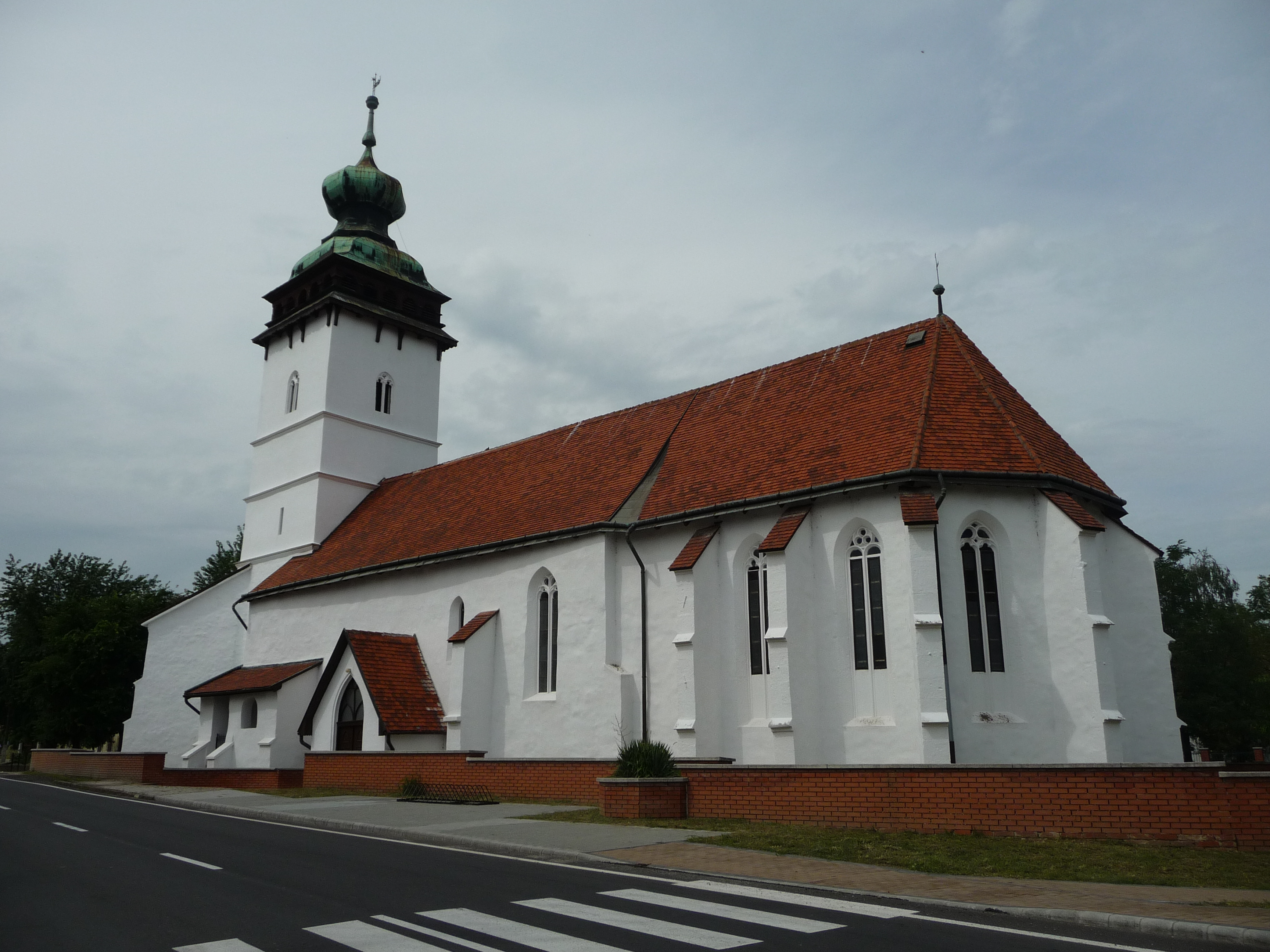
A templom délkeletről

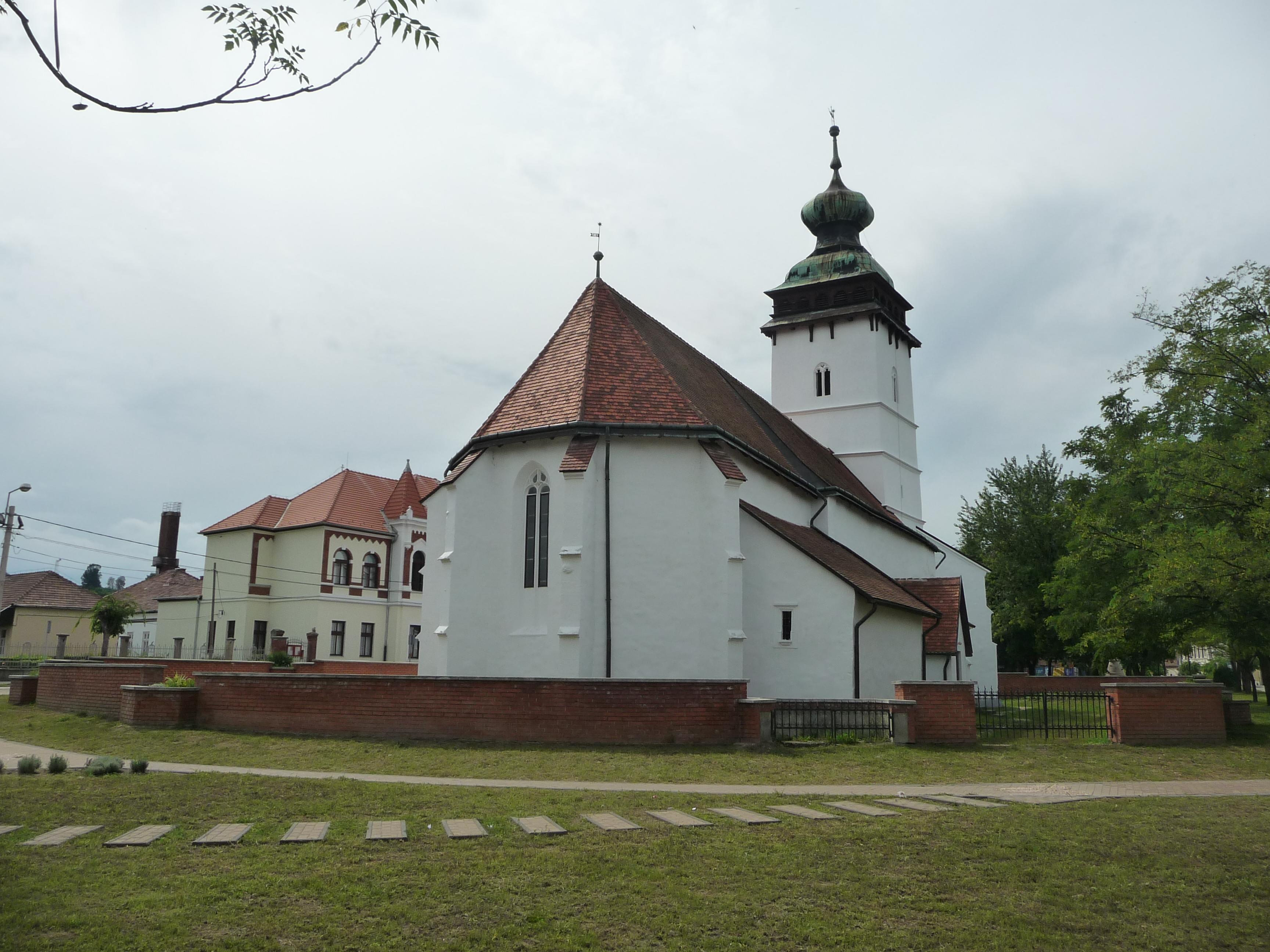
A templom északkeletről

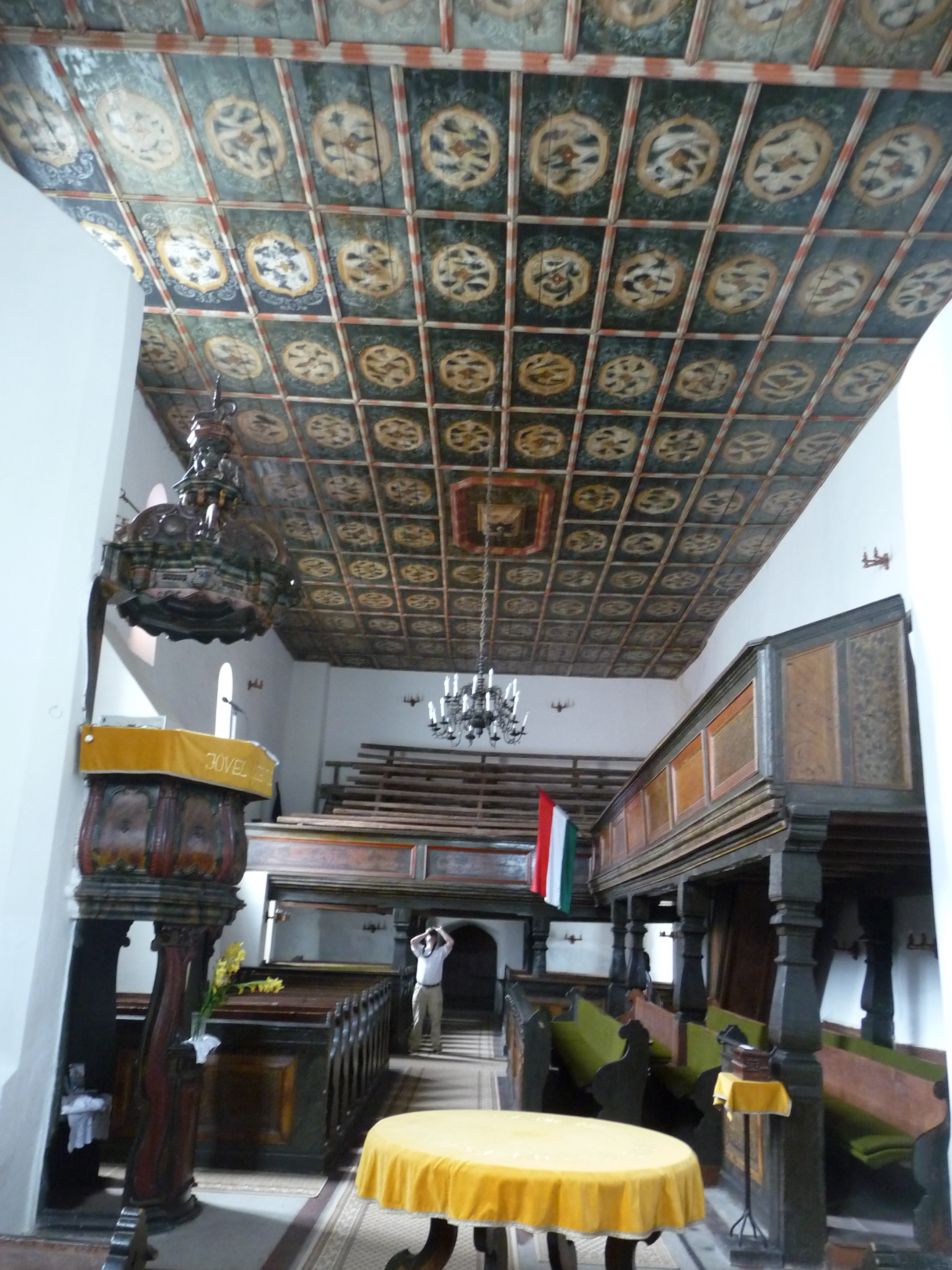
A templom belseje a szentély felől

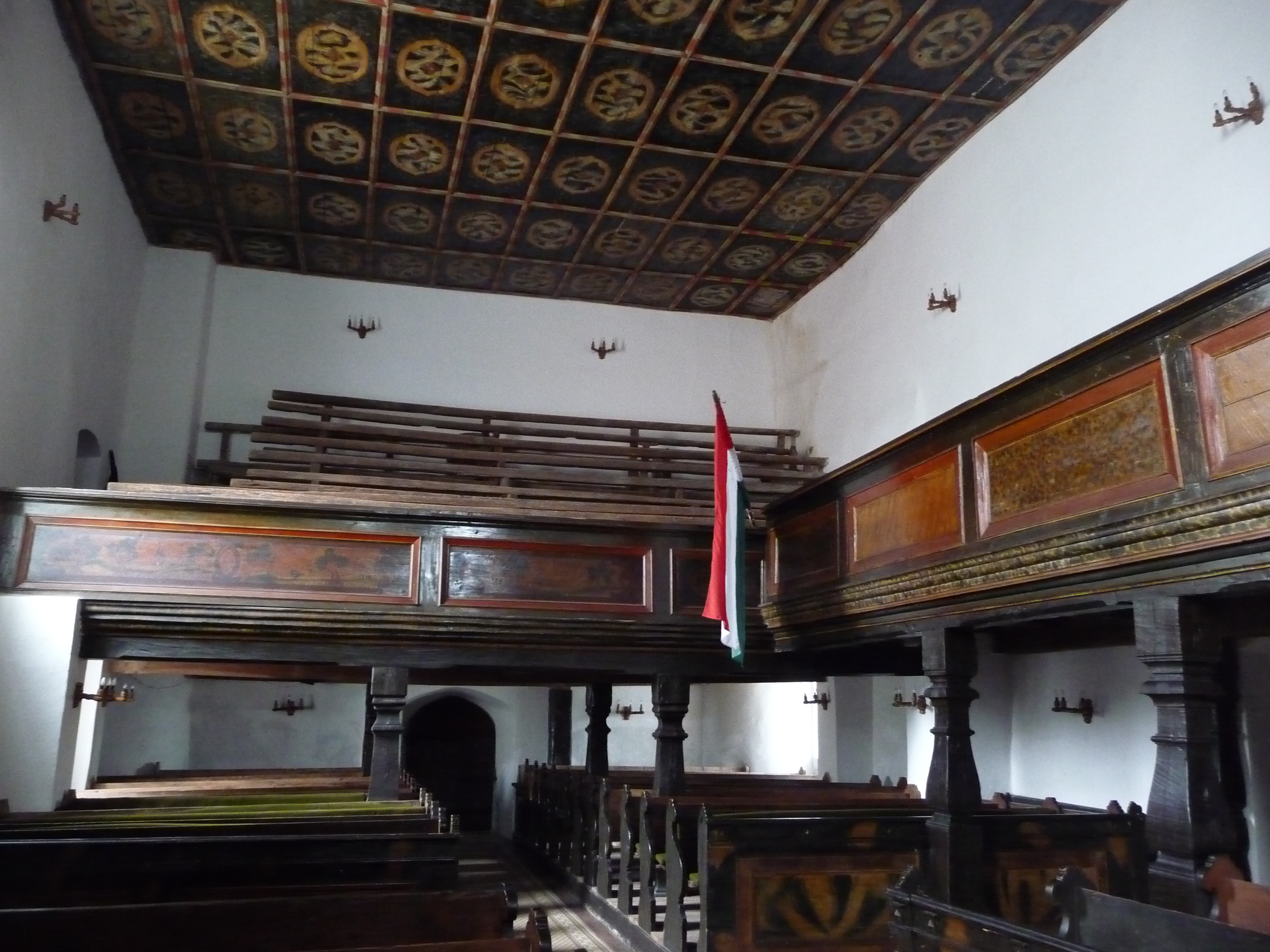
A templom karzata

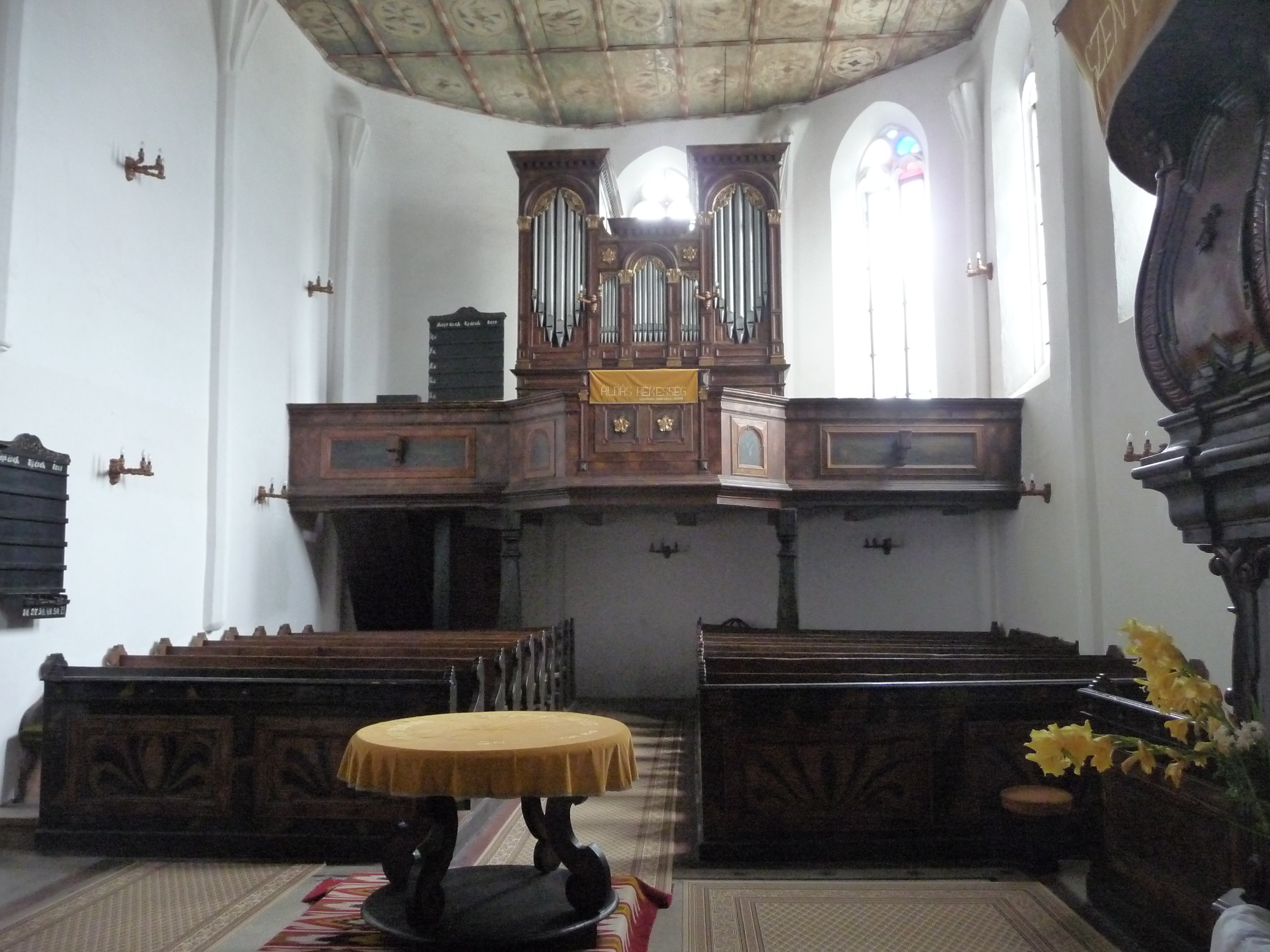
A templom orgonája

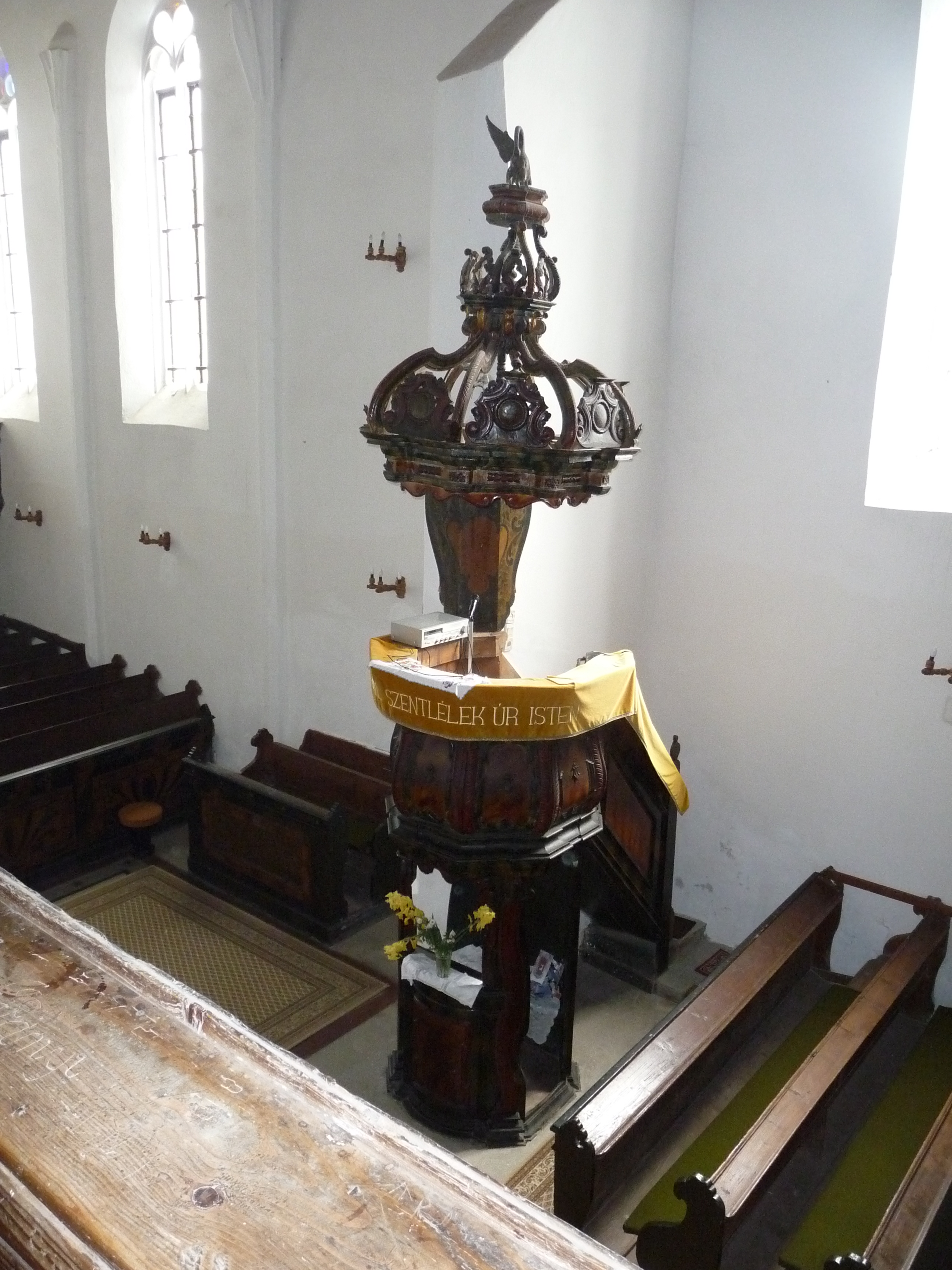
A faragott szószék

Sajószentpéter ősi településmagjának legszebb és legjelentősebb épülete a 14. században épült, eredetileg gótikus stílusú, jelenleg reneszánsz és barokk stílusjegyeket is hordozó  református nagytemplom (Kálvin tér 13.)

## Története
Katolikus templomnak épült a 14. század közepén, gótikus stílusban. Szent Péternek, a falu névadójának szentelték fel. A 15. század második felében vaskos toronnyal és sokszögben záródó szentéllyel, majd 1510 körül sekrestyével bővítették ki. 
A református gyülekezet az 1550-es években kapta meg. Ekkor freskóit leverték, illetve lefestették, oltárait elbontották. 1560–61-ben itt prédikált a nagy hírű Thúri Farkas Pál, Kálvin János közeli barátja.
A jelenlegi csillagot 1705-ben helyezték el tornyán.
A templom eredeti gótikus boltozata az 1752-es tűzvészben beszakadt, a berendezés teljesen kiégett, még a harangok is összeolvadtak. Két év kellett a helyreállításhoz; a régi falakból csak a lecsonkolt diadalív maradt meg, valamint a bordaindítások és a csúcsíves ablakok. A régi tetőzet helyett 173 festett fakazettából álló mennyezettel fedték be. Ekkor készült a mai, egyedi barokk toronysisak is.
Első, tudományos igényű műemléki leírását és felmérési rajzát 1900-ban tett készítette el Myskovszky Viktor.
1989. január 1. és 2002. december 31. között a Borsod-Gömöri Református Egyházmegye esperesi székhelye volt.
Legnagyobb műemlékvédelmi helyreállítását 1992-ben fejezték be. Ekkor egyebek között a templom körüli feltöltést is elhordták, a terepet eredeti szintjére bontották vissza. Az elavult palatetőt cserépre váltották. A külső támpilléreket megerősítették, a falhibákat kijavították, a vakolatot középkori jellegűvel váltották fel. Az épülethez vörös téglakerítést építettek.
A gyülekezet kórusa 2008 februárjában alakult.

## Az épület
Egyhajós, egytornyú kőtemplom. Tornya 35 méter magas; csúcsán csillag hirdeti a reformációt. Kupoláját rézlemezekkel fedték be.

## Berendezése
A berendezés legtöbb eleme (padok, karzatok, szószék, mózesszék) az 1752-es tűzvész után készült. 
A hármasan tagolt, különlegesen szép szószék, valamint a karzat és a padok díszítése népi barokk, a kazettákat a medallionos stílusba sorolják. A késő gótikus falmaradványok keretébe harmonikusan illeszkednek a parasztbarokk díszítőelemek.
A templomhajó nyugati végén gerendákból legénykarzatot ácsoltak. Az elnagyolt megmunkálás (főleg a karzat tartóoszlopaié) bárdolásra utaló ipartörténeti emlék.
A megmaradt sekrestye bejáratát reneszánsz vonalak díszítik. Vele átellenben a tűzvészben meggyengült falat belső támpillérrel támasztották meg, ami erődszerű jelleget ad a belső térnek.
Közel eredeti állapotú orgonáját Kasza Ferenc presbiter és neje, Egri Julianna felajánlásából, 1893-ban építette Szalay Gyula Székesfehérvárott. A gyülekezet egy része ellenkezve fogadta az orgonát, mert amikor zenekísérettel énekeltek, maguknak kellett a zsoltárok szövegét elolvasniuk. Az orgona fenntartására Lévay József költő, borsodi alispán hozott létre magánalapítványt. (Ő egyébként is igen szerette a templomot verset is írt róla és úrasztali terítőt is ajándékozott.)
A fogazott párkányzatos, historizáló orgonaházat a sípmezők között profilozott pilaszterek tagolják. Három oldala kékesszürke; a homlokfal barna műmárványozott festékrétege valószínűleg utólagos. A homlokzati két nagytükröt és a háromosztatú középrész 31 darab eredeti ónsípját az első világháború alatti, hadi célú síprekviráláskor elvitték, később cinksípokkal pótolták. A játszóasztal tükrös hátlapján a két aranyozott rozetta Szalay „márkajegye”.
Az egymanuálos, 10 regiszteres, mechanikus csúszkaládás gépezetű orgona hangterjedelme az 54 billentyűs manuálban C-f3. A színdús, fuvola- és vonós jellegű alaphangokkal hangzása romantikus (Principal 8', Bourdon 8', Viola Gamba 8', Flaut Harmonik 8', Octav 4', Salicional 4'). A manuálmű szélládája alá épített, ékmerítővel ellátott nagy franciafúvó látja el levegővel.
Tornyában egykor három harang volt, ma már csak kettő:
- a 600 kg-ost Gombos Lajos öntötte Őrbottyánban, 1974-ben,
- a 200 kg-ost a Harangművek Rt. készítette Budapesten, 1923-ban.

## Környezete
A templomkertben egykor a híveket temették el.
A templomtól nyugatra a parkosított térre turulszobrot állítottak. A harang alakú kőtalapzat felirata: Történelmi sorsfordulóink hőseinek és áldozatainak emlékére állította Sajószentpéter város önkormányzata 1997.
A templomtól keletre egy millenniumi emlékmű áll.

## Hitélet
A Sajószentpéter-Nagytemplomi Református Gyülekezet önálló anyaegyház a Tiszáninneni Református Egyházkerület Borsod-Gömöri Egyházmegyéjében. 1958-ban vált ki belőle a Sajószentpéter-Bányai Református Gyülekezet. 
Az egyházfenntartói járulék javasolt összege 2011-ben 6000 Ft.
Istentiszteletet minden vasárnap 10:30 és 15 órakor tartanak.

## Egyéb rendezvények
Az épületben rendszeresek a kulturális események, koncertek.
A templomba a belépés ingyenes, de időpontját a lelkipásztorral egyeztetni kell. Fénykép és videófelvétel szabadon készíthető. Ha előre bejelentik, akadálymentesen (pl. kerekes székkel) is látogatható a torony alatti, nyugati kapun.

## Képek

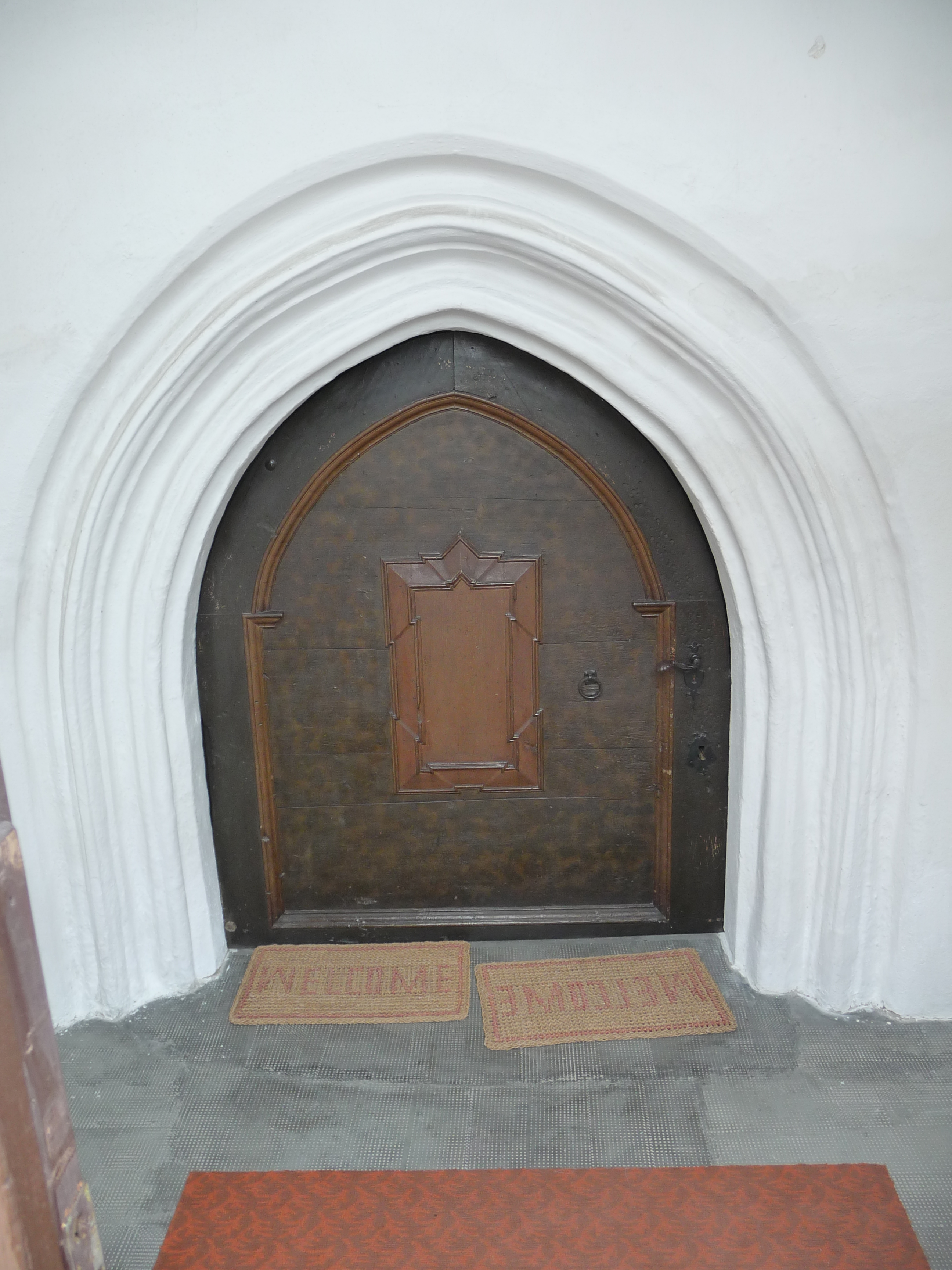
A templom bejárata a hajó déli oldalán
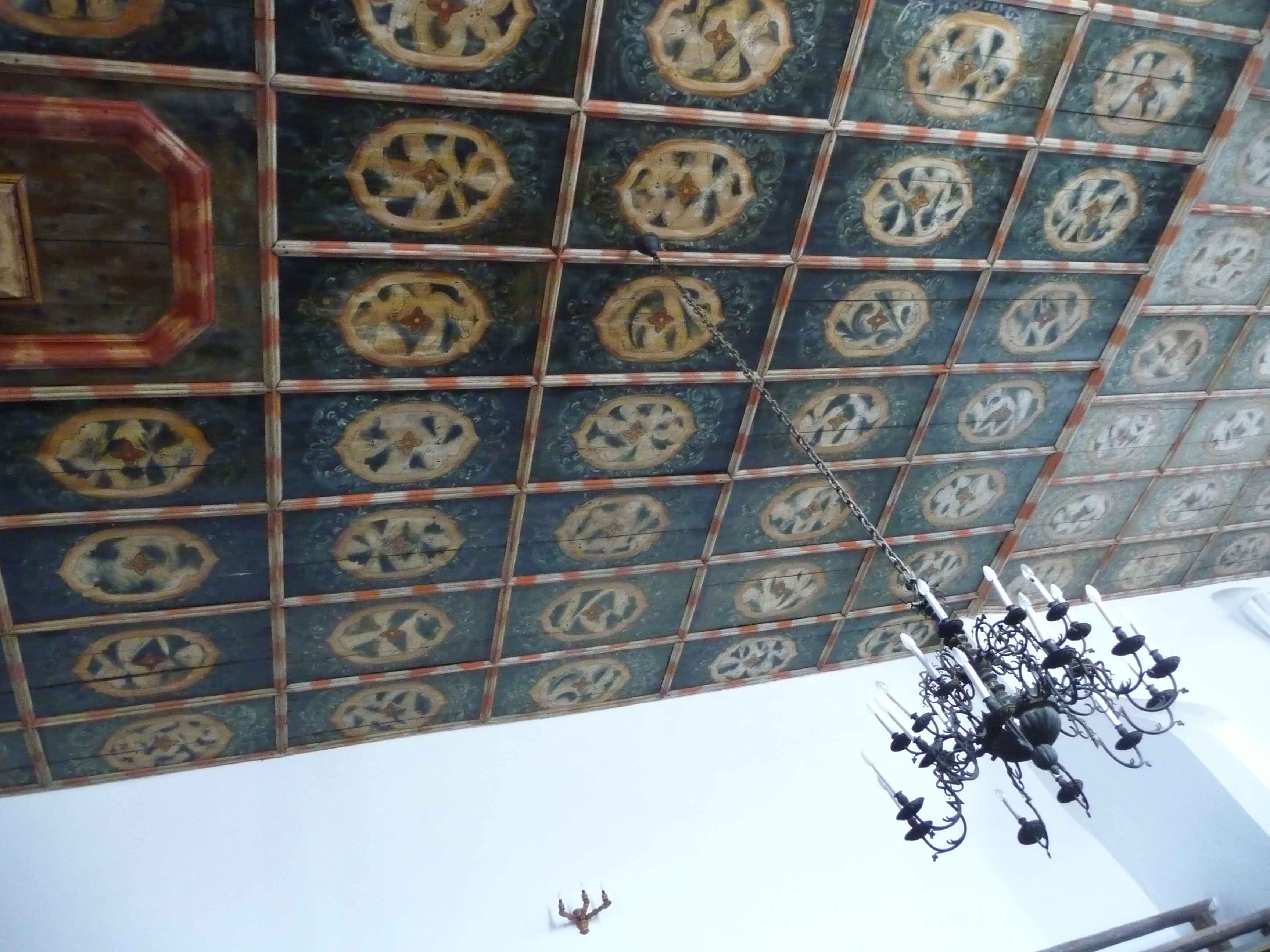
A templom kazettás mennyezete
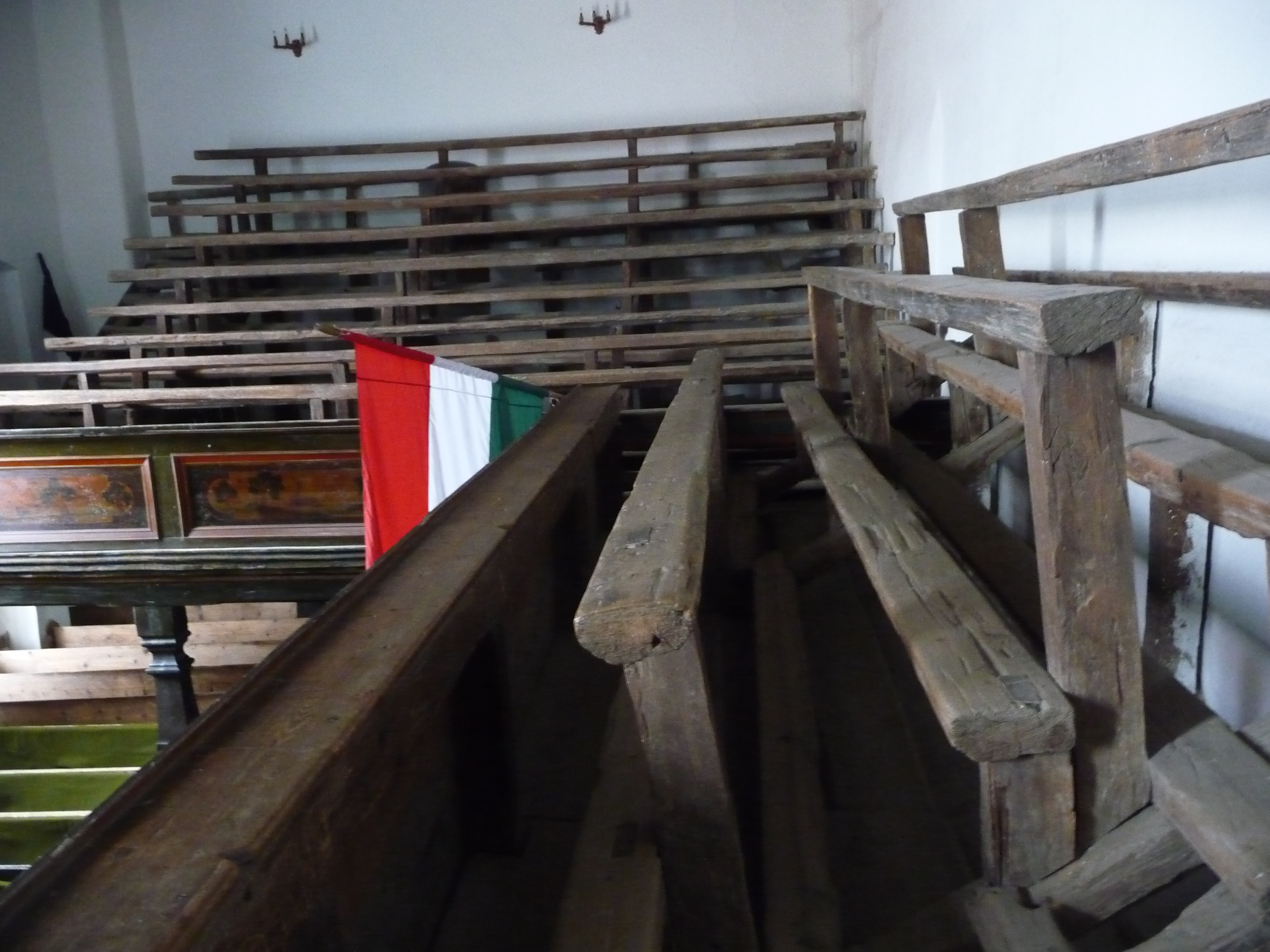
A legénykarzat padjai
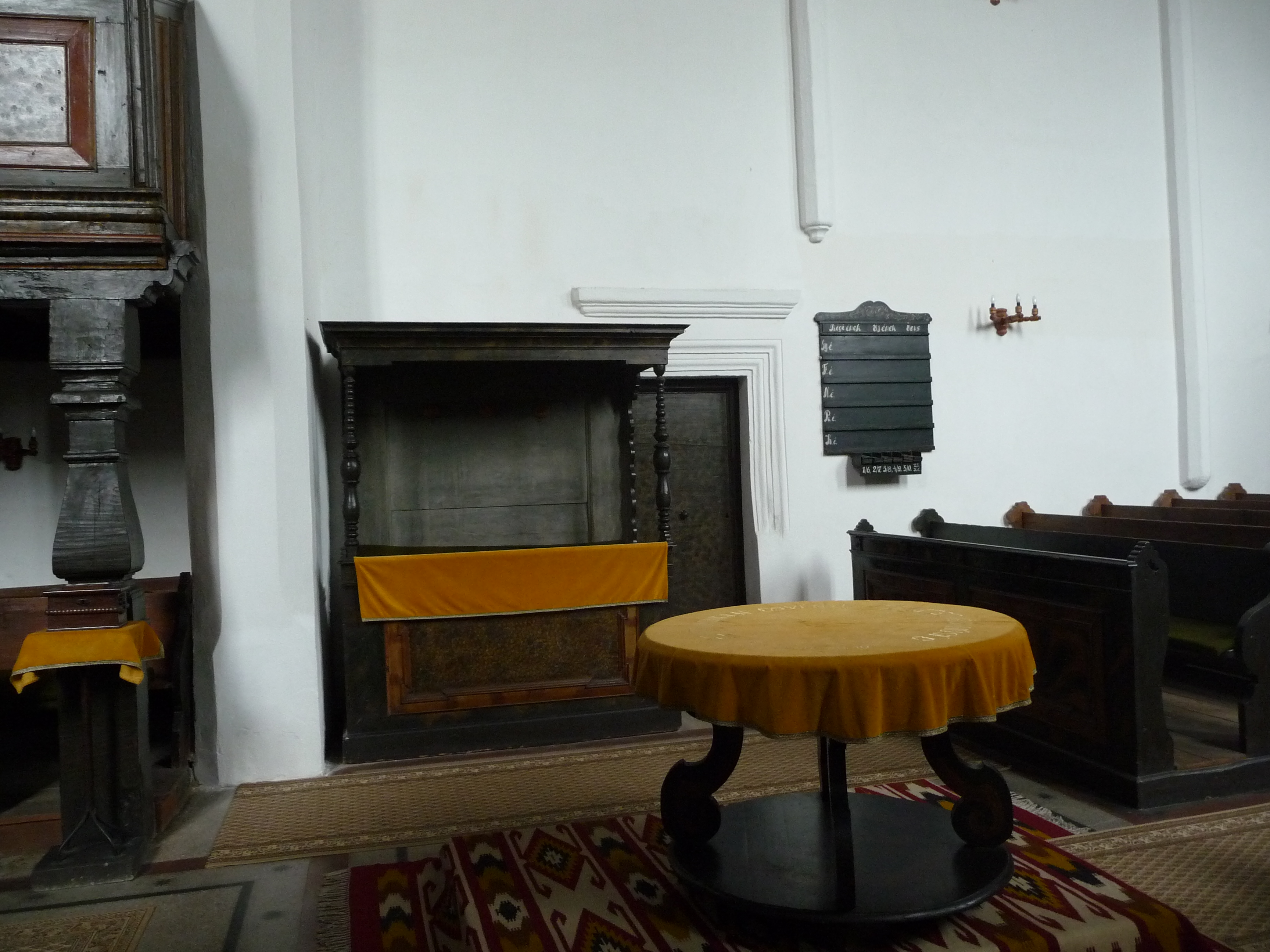
Az úrasztala
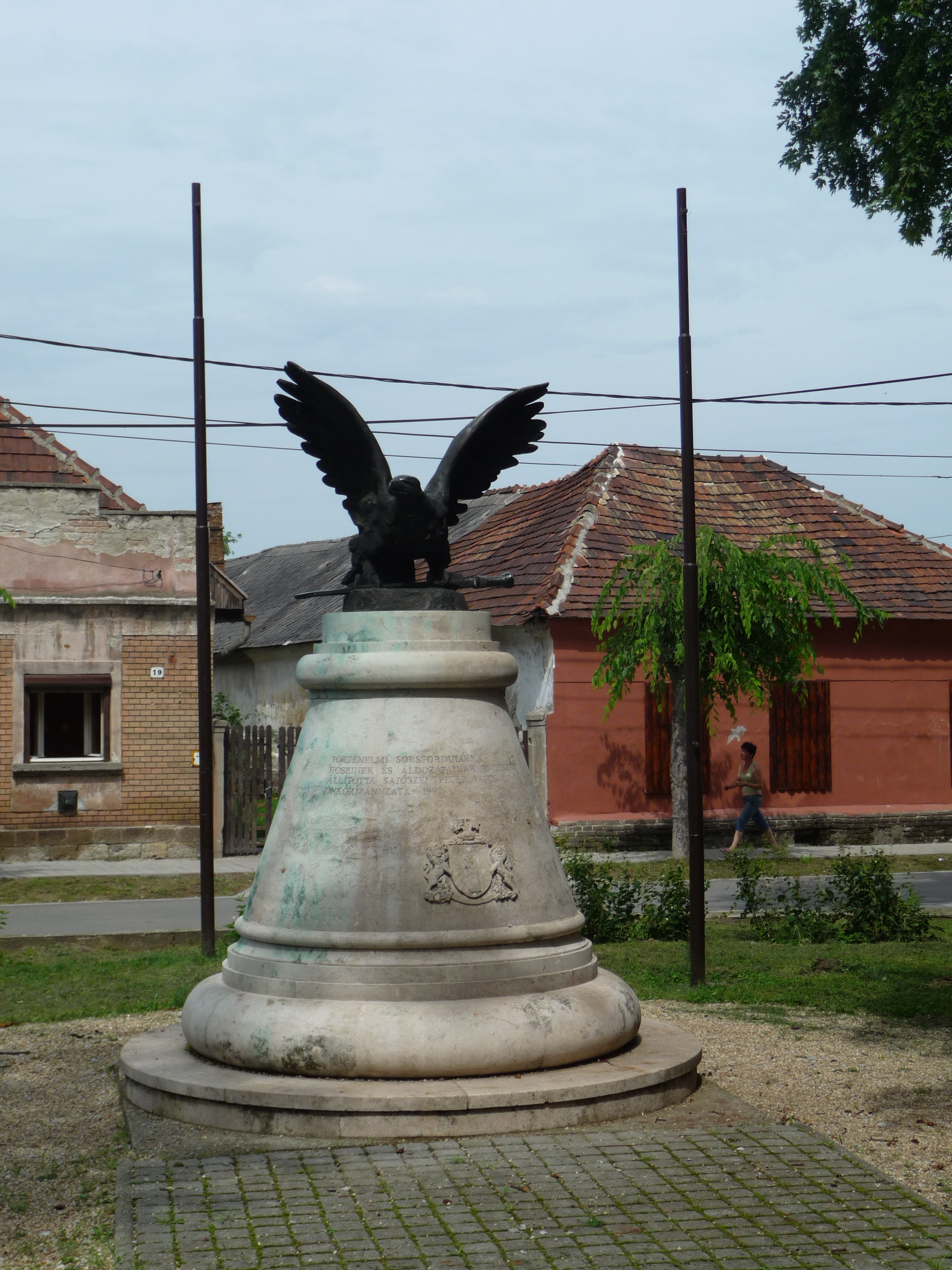
A turul
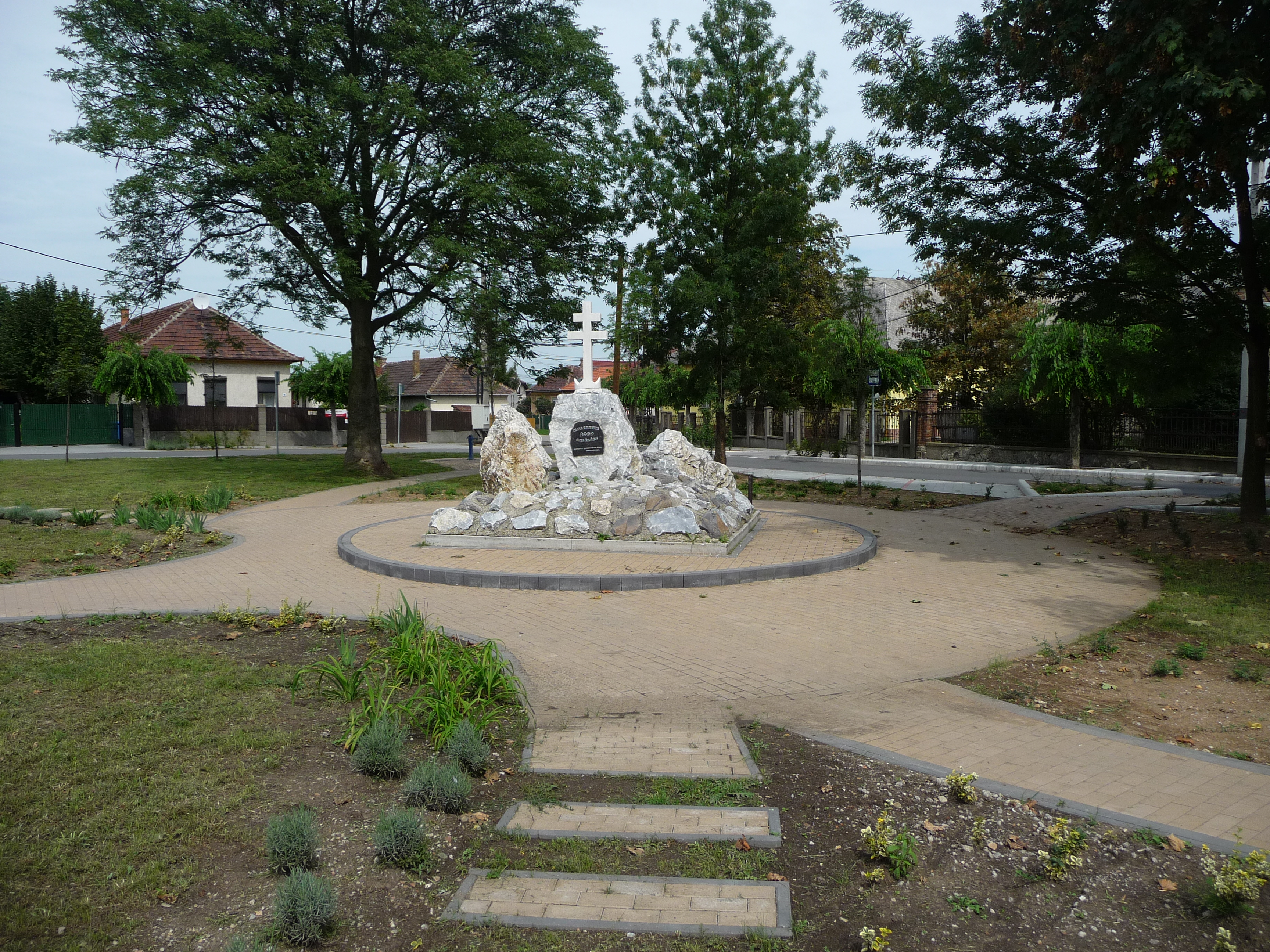
A millenniumi emlékmű